# Ibn al-Khashshâb
Abu’l Fadl ibn al-Khashshâb est un qâdî de la ville d’Alep, mort en 1125. C’est un musulman qui cherchait à persuader et à inciter les dirigeants musulmans à lutter contre les Francs. Cet homme est resté une personne de second plan, ne se mettant jamais en avant, mais sa ténacité et sa politique a permis à la ville d’Alep à résister aux croisés, avant de préparer le chemin à des chefs musulmans comme Zengi qui amorcent la reconquête.

## Biographie
En 1110, bien que sous les domination des émirs seldjoukides de confession sunnite depuis quarante ans, la plus grande communauté d’Alep est celle des chiites. L’un de ses membres les plus respectés, et pas seulement par les chiites est le qâdî Ibn al-Khachab, qui se désole de la présence proche des Francs qui se sont établis depuis dix ans sur la côte de la Syrie à l’issue de la première croisade, qui menacent à l’occasion la ville d’Alep et à qui l’émir Ridwan, sultan d'Alep, fait acte de soumission. Un des actes les plus graves et qui suscita la plus grande réprobation de la population est que Tancrède de Hauteville exigea en 1103 qu’une croix soit dressée sur la minaret de la grande mosquée d’Alep et que Ridwan s’exécuta. Ses capacités ont fait d’Ibn al-Khachab le raïs de la ville, un poste qui fait de lui le chef de la population civile, son représentant auprès de l’émir Ridwan, le prévôt des marchands et le chef de la milice urbaine.
En janvier 1111, outré par la passivité et la lâcheté de Ridwan, il lui demande l’autorisation de se rendre à Bagdad à la tête d’une délégation composée de sunnites et de chiites pour persuader le calife Al-Mustazhir et le grand sultan seldjoukide Muhammad Ier d’envoyer une armée pour combattre les Francs. Ridwan est réticent, car il ne tient pas à ce que les dirigeants de Bagdad interviennent en Syrie et y imposent leur domination, accorde cependant son autorisation, espérant que la mission ne soit pas plus fructueuse que les précédentes ambassades à Bagdad. Mais Ibn al-Khachab ne se laisse pas rassurer par les paroles de soutien du calife et du sultan qui n’ont pas l’intention d’intervenir contre les Croisés. Le vendredi 17 février 1111, lui et ses compagnons font irruption dans la mosquée du sultan, interrompent le prêche du prédicateur et se lamentent publiquement de la situation des musulmans de Syrie qui se trouvaient asservis aux Franj. Le vendredi suivant, ils recommencent, cette fois dans la mosquée du calife. Cette seconde action irrite fortement le calife car elle perturba l’arrivée de son épouse qui revenait de Perse et les manifestants avaient également repris le slogan « le roi du Roum était plus musulman que le prince des croyants ». Le sultan calme la colère du calife et ordonne à ses émirs à se préparer au jihad et confie à Mawdûd ibn Altûntâsh, atabeg de Mossoul, la mission de mener à bien la contre offensive.
Mécontent de la réussite de la délégation, Ridwan ferme les portes de la ville aux troupes de Mawdûd, fait arrêter Ibn al-Khachab et ses compagnons et interdit à la population d’Alep tout contact avec l’armée. Celle-ci se disperse rapidement et Ibn al-Khachab est libéré. À la fin du mois de novembre 1113, Ibn al-Khachab apprend que Ridwan et gravement malade et se prépare à ce que son successeurs suive la politique qu’il préconise. Dès la mort de Ridwan, le 10 décembre 1113, il ordonne aux groupes de miliciens de débusquer et assassiner les Nizârites, qui avaient investi l’entourage de Ridwan et lui avaient conseillé une politique francophile. Le nouvel émir, Alp Arslan, semble approuver cette action, mais est ensuite pris d’une frénésie de meurtres et élimine certains de ses frères qu’il soupçonne de vouloir de détrôner ainsi que des conseillers qui lui déplaise. Alp Arslan est lui-même assassiné en septembre 1114 par son eunuque Loulou qui place sur le trône Soltan Shah. Loulou est lui-même assassiné en 1117. Jugeant Soltan Shah incapable de gouverner Alep et de faire face au Francs, Ibn al-Khashab demande à Il Ghazi ibn Ortoq de prendre le contrôle d’Alep et de détrôner Soltan Shah. 
Le choix est judicieux, car Il-Ghazi remporte le 28 juin 1119 la bataille du Champ du Sang sur Roger de Salerne, régent d’Antioche qui est tué au cours de la bataille, mais n’exploite pas son succès. Il Ghazi meurt en 1122, remplacé par son neveu Balak ibn Bahram ibn Ortok, toujours soutenu par Ibn al-Khachab, mais qui est mortellement blessé par une flèche le 6 mai 1124. Timurtash, le fils d’Il Ghazi et cousin de Balak lui succède, mais se désintéresse de la lutte contre les Francs et va même s’installer à Mardin, abandonnant Alep, « parce qu’il trouvait qu’il y avait trop de guerres contre les Francs ». Le choix des notables d’Alep, conseillés par al-Khachab, se porte alors sur l’émir de Mossoul, Aq Sonqor Bursuqî. Ce dernier intervient en janvier 1125, fait fuir l’armée franque qui assiège Alep et prend possession de la ville. Mais les Nizârites haïssent toujours celui qui les a fait massacrer et leur a fait perdre le contrôle d’Alep et le font assassiner au cours de l’été 1125, alors qu’il sort de la mosquée.

### Sources
- Amin Maalouf, Les Croisades vues par les Arabes, J’ai lu, 1983 (ISBN 978-2-290-11916-7)
- René Grousset, Histoire des croisades et du royaume franc de Jérusalem - I. 1095-1130 L'anarchie musulmane, Paris, Perrin, 1934 (réimpr. 2006), 883 p.